# Bataille de Koziatyn
Guerre russo-polonaise
Batailles
- Offensive vers l'Ouest
- Opération Minsk
- Daugavpils
- Letychiv
- Koziatyn
- Opération Kiev
- Radzymin
- Varsovie
- Komarów
- Rivière Niémen

La bataille de Koziatyn désigne un raid mené par la cavalerie polonaise contre l'Armée rouge durant la guerre soviéto-polonaise du 25 au 27 avril 1920. 

## Contexte historique
Dans l'effet d'une manœuvre de tenaille quelque 160 kilomètres derrière la ligne de front, l'armée polonaise était en mesure de s'emparer de la ville d'importance stratégique de Korosten. La ville, constituant un carrefour ferroviaire majeur et un dépôt d'approvisionnement de l'Armée rouge, avait été capturée par les Polonais qui subirent des pertes négligeables.

## Déroulement de la bataille
Le raid sur Koziatyn, située dans la région de Volhynie (Ukraine occidentale) permet d'isoler les 12e et 14e Armées soviétiques du Front Sud-Ouest. Les Soviétiques perdirent environ deux divisions (dont 8 000 soldats furent capturés) et une grande quantité de matériel. 
Le succès du raid permettra aux forces polonaises de capturer Kiev. Cette manœuvre polonaise eut un impact considérable sur le cours de la guerre et est enseignée dans les écoles militaires à travers le monde en tant qu'exemple d'une offensive éclair exécutée avant l'avènement de la guerre des blindés,.